# سعدآباد (گرگان)
سعدآباد، روستایی است از توابع بخش مرکزی شهرستان گرگان در استان گلستان ایران. اهالی سعدآباد به زبان طبری و با لهجه طبری گرگانی صحبت میکنن. مردمان سعدآباد و اهالی قدیمیه گرگان سعدآباد را سادِوا مینامند.
ناگفته نماند که یک سعدآباد دیگر در شهرستان شمیرانات تهران قرار دارد که مردم بومی و قدیمی آنرا سادِوا مینامند که در گذشته جز طبرستان بزرگ بود.

## جمعیت
این روستا در دهستان انجیرآب قرار داشته و براساس سرشماری سال ۱۳۸۵جمعیت ان ۱۶۹۰ نفر (۵۰۰خانوار) بوده است.